# 금동보살입상 (국보 제200호)
금동보살입상(金銅菩薩立像)은 부산광역시립박물관에 있는 통일신라 시대의 금동제 보살 입상이다. 높이는 34cm이다. 1979년 4월 30일 대한민국의 국보 제200호로 지정되었다.

## 개요
부산시립박물관에 소장되어 있는 이 불상은 정면을 향해 가슴을 펴고 당당하게 서 있는 금동보살상으로, 대좌(臺座)와 광배(光背)는 없어졌지만 비교적 잘 보존된 작품이다.
머리 위에는 상투 모양의 머리묶음(육계)이 높이 솟아 있으며, 이마에는 작은 구멍이 있어 예전에 관(冠)을 쓰고 있었던 것 같다. 이마의 머리카락은 사실적으로 표현하였으나 뒤에는 머리카락 표현이 없다. 풍만한 얼굴에는 반쯤 뜬 눈, 반달모양 눈썹, 오똑한 코가 새겨져 있으며, 잔잔한 미소가 번져 아름답고 자비로운 인상을 준다. 귀는 어깨까지 길게 내려오고 있으며, 목에는 굵은 3줄의 삼도(三道)가 있다.
신체는 탄력성있게 묘사되었으며, 풍만한 가슴에서 가는 허리로 이어지는 곡선이 아름답다. 상체는 옷자락이 양 어깨에 걸쳐 발 아래까지 늘어져 있는데 왼쪽 일부가 끊어져 없고, 하체의 옷은 U자형 주름을 좌우대칭으로 표현하였다. 양 팔 아래위로 팔찌를 하고 있을 뿐 신체에는 아무런 장식을 하지 않았다. 오른손은 옆으로 올려 손바닥을 위로 하고, 왼손은 아래로 내려 가운데 손가락을 구부리고 있는데, 손모양으로 보아 정병(淨甁)을 들고 있었던 듯하다.
당당한 신체표현에 품위와 자비를 갖추고 있는 이 불상은 통일신라 초기의 아름다운 작품이다.

## 같이 보기
- 금동보살입상